# 반성 유전
반성 유전(伴性 遺傳, 영어: sex-linked inheritance)은 성염색체에 있는 유전자에 의해 일어나는 유전현상을 의미한다. 성염색체 상에 있으므로 성에 따라 발현 비율이 달라지는 것이 특징이다. X 염색체 연관과 Y 염색체 연관으로 X 염색체 연관의 경우 여성은 X 염색체 두개를 가지므로 보인자를 가질 수 있지만 남성은 하나를 가지므로 보인자를 가질 수 없어 성에 따라 발현 비율이 달라진다. 혈우병, 적록 색맹 등이 이에 해당된다.
Y 염색체 연관의 경우 오직 남성만이 가지므로 남성에서만 발현되게 된다. 이모증 등이 이에 해당된다.
| (A) | (B) | (C) |

## 적록 색맹 유전
적록 색맹은 색을 구별하는 시세포의 일종인 원뿔 세포(원추 세포)에 이상이 생긴 유전병에 해당한다. 적록 색맹의 유전자는 X염색체에 있으며, 정상 대립 유전자에 대해서 열성이다. 이는 곧, 남성의 경우 모계로부터 물려받은 적록 색맹 대립 유전자가 1개만 존재 (X'Y)할 경우 색맹이 되나, 여성의 경우에는 색맹 대립 유전자가 부계와 모계 모두로부터 물려받아서 색맹 대립 유전자가 2개인 경우에만 색맹이 된다. (X'X의 경우에는 정상 유전자가 우성이므로 색맹이 발현되지 않는다. XX, X'X, X'X' 중 색맹이 발현되는 경우는 X'X' 밖에 존재하지 않는다. 그 이외에 X'X와 같이, 색맹 대립 유전자를 하나만 가지고 있는 경우는 보인자가 된다.) 따라서 적록 색맹 유전의 형질 발현 비율은 여자보다 남자에서 더 높다.
위의 개요에서 설명한 것처럼 적록 색맹 유전은 다음과 같은 특징을 갖는다:
- 어머니가 색맹이면 아들은 색맹이다. 아들의 X염색체는 어머니로부터 물려받은 것이다. 어머니가 색맹일 경우(X'X'), 아들은 100%의 확률로 색맹이 된다.(X'Y)
- 아들이 정상이라면 어머니는 정상이다. 정상인 아들(XY)의 X염색체는 어머니로부터 물려받은 것이다. 적록 색맹은 열성 유전이므로, 어머니가 적록 색맹 대립유전자 하나를 가지고 있는 경우에도, 어머니는 정상이다. (XX, XX')
- 아버지가 정상이라면 딸은 정상이다. 딸은 부모로부터 X염색체를 하나씩 물려받는다. 아버지가 정상이면 아버지의 정상 대립 유전자(X)가 딸에게 전달되므로, 위에서 설명한 것과 같이 어머니의 색맹 여부에 관계하지 않고 무조건 딸은 정상이 된다. (XX, XX')
- 딸이 색맹이라면 아버지는 색맹이다. 딸이 색맹이 되려면 부모로부터 색맹대립유전자를 하나씩 물려받아야 한다. 이 경우의 아버지의 색맹 유전자형은 X'Y가 되고, 아버지가 색맹임이 분명해진다.

## 혈우병 유전
혈우병(haemophilia)는 X염색체 열성 유전병으로, 혈액내에 피를 멎게하는 역할을 하는 혈액 응고 인자가 생성되지 않아, 혈액 응고가 지연되어 출혈이 지속되는 유전병이다. 위에 설명된 적록색맹처럼, 열성유전에 해당하므로, 여성보다 남성의 출현비율이 높다.
혈우병의 대표적인 가계로는 빅토리아 여왕의 가계가 있다.

## 같이 보기
- 한성 유전